# Kroeskoppelikaan
De kroeskoppelikaan (Pelecanus crispus) is een vogel uit de orde van pelikaanachtigen (Pelecaniformes).

## Kenmerken
De vogel is 160 tot 180 cm lang en heeft een spanwijdte van 270 tot 350 cm. De kroeskoppelikaan lijkt op de roze pelikaan. Bij beide pelikaansoorten is het verenkleed overwegend wit. De onderkant van de vleugels is bijna helemaal wit, behalve de randen van de slagpennen. Bij de roze pelikaan zijn de arm- en handpennen helemaal zwart, daardoor is de achterkant van de ondervleugel egaal zwart, terwijl dit zwart bij de kroeskoppelikaan ontbreekt. De iris is licht en de veren op de kruin zijn slordig gekroesd (de roze pelikaan heeft een donkere iris en de huid rond het oog is roze en er is een nette witte kuif). De poten zijn grijs (vleeskleurig bij de roze pelikaan). De keelzak is oranjerood (geel bij de roze pelikaan) en biedt ruimte voor veel voedsel. Het verenkleed is bij beide geslachten gelijk.

## Leefwijze
Het voedsel bestaat uit vis, waarvan het dier zeker 1 kg per dag nodig heeft. De vogels werken tijdens de jacht samen door in een halve cirkel te gaan zwemmen en zo de vissen bijeen te drijven, waarna deze worden opgeschept. In zoet water wordt vooral op karper, baars, blankvoorn, rietvoorn en snoek gevist en in zout en brak water op paling, harders, grondels en garnalen.

## Voortplanting
De vogel broedt in dichte vogelkolonies in zoetwatermoerassen. Jongen van 3 tot 4 weken oud worden ondergebracht in een 'crèche'. De ouders houden er geen toezicht op, maar brengen wel regelmatig voedsel. De jongen maken hun eerste vlucht als ze een maand oud zijn en na zes weken kunnen ze zelfstandig op visvangst.

## Verspreiding en leefgebied

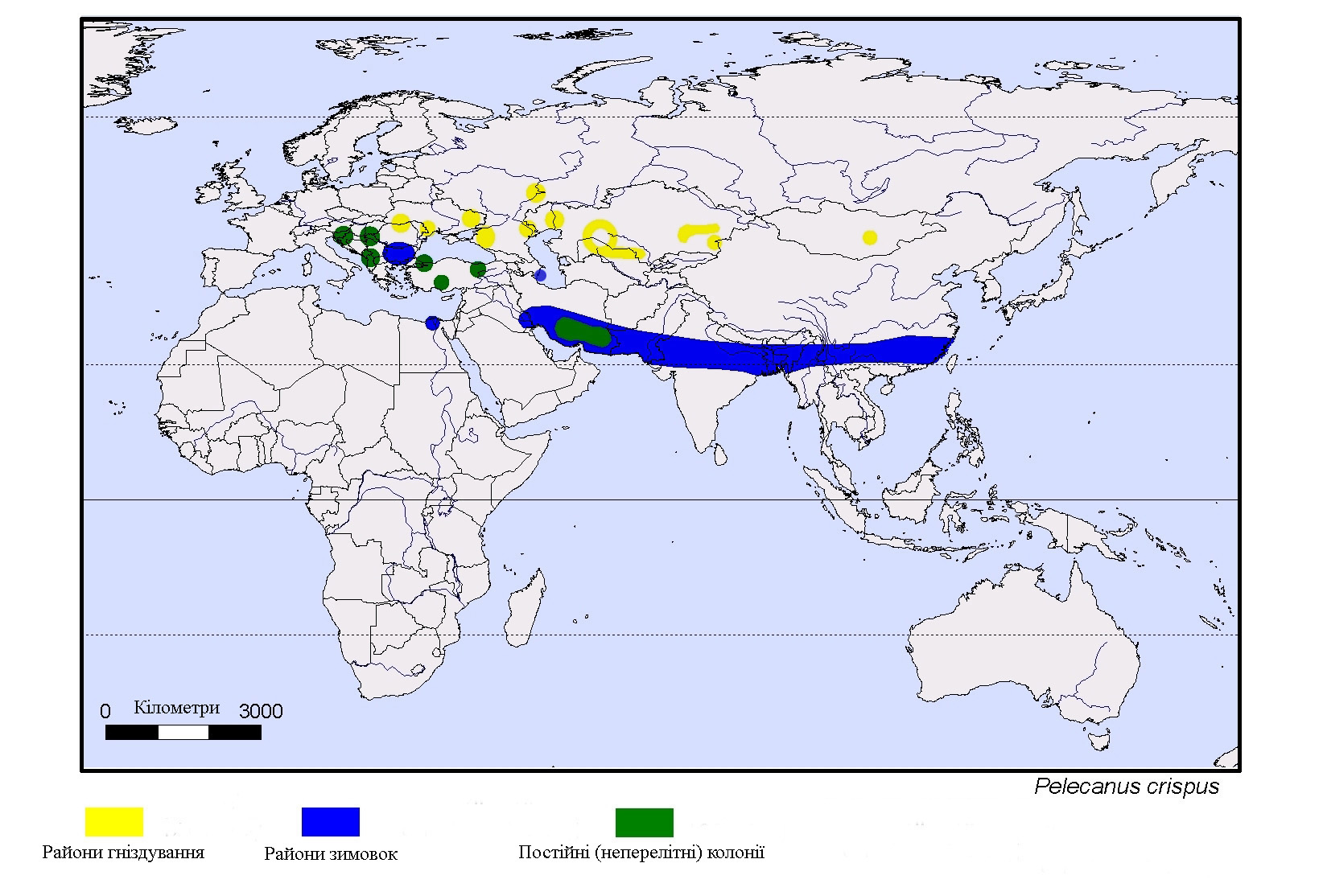
Huidig leefgebied van de kroeskoppelikaan. Geel: broedgebied. Blauw: overwinteringsgebied. Groen: jaarrond aanwezig.

De kroeskoppelikaan leeft in Eurazië, voornamelijk in Zuidoost-Europa, Klein-Azië, Centraal-Azië en Oost-Azië. Het is een trekvogel, de broedvogels uit Europa trekken naar het oostelijk deel van de Middellandse Zee en de vogels uit Azië overwinteren zuidelijker in Iran, Irak het Indisch subcontinent en langs de kusten van China. De vogel komt voor in zowel zoetwatermoerassen als in draslanden langs de kust zoals lagunes.
In Europa zijn er broedparen in het Prespameer en het Kerkinimeer (Griekenland), in de Donaudelta (Roemenië), in het Kuhurlujmeer (Oekraïne), in de Donau nabij Srebarna in Bulgarije, in het Meer van Shkodër (Montenegro) en in Nationaal park Divjakë-Karavasta in Albanië.
In het verleden was het leefgebied van deze pelikaan groter. De soort kwam toen ook in andere delen van Europa voor. Hij broedde ook in Nederland. In ieder geval tot in de Romeinse tijd, maar waarschijnlijk ook nog lang daarna, gezien een archeologische vondst uit de 15e eeuw. Botvondsten in Nederland tonen sporen van bejaging. Er zijn te weinig resten aangetroffen om stellige uitspraken over het voorkomen te kunnen doen.
In 2021 is een verkennende studie uitgevoerd, waarin de kansen voor herintroductie van deze soort in Nederland en Vlaanderen zijn onderzocht.

## Status
De grootte van de wereldpopulatie was in 2018 tussen de 10.000 en 20.000 dieren. Dit is een flinke toename sinds 2005, toen de aantallen werden geschat op 6700 tot 9300 volwassen dieren.
Bekende grote kolonies in Europa liggen in natuurgebieden en zijn daardoor goed beschermd. Om deze reden staat de kroeskoppelikaan sinds 2017 niet meer als "kwetsbaar", maar als "gevoelig" op de Rode Lijst van de IUCN.
Vooral buiten Europa heeft de vogel te maken met aantasting van het leefgebied, onder meer door de aanleg van infrastructuur in kustgebieden zoals elektriciteitsleidingen en door watervervuiling. Ook door jacht en overbevissing gaat de vogel in aantal achteruit.

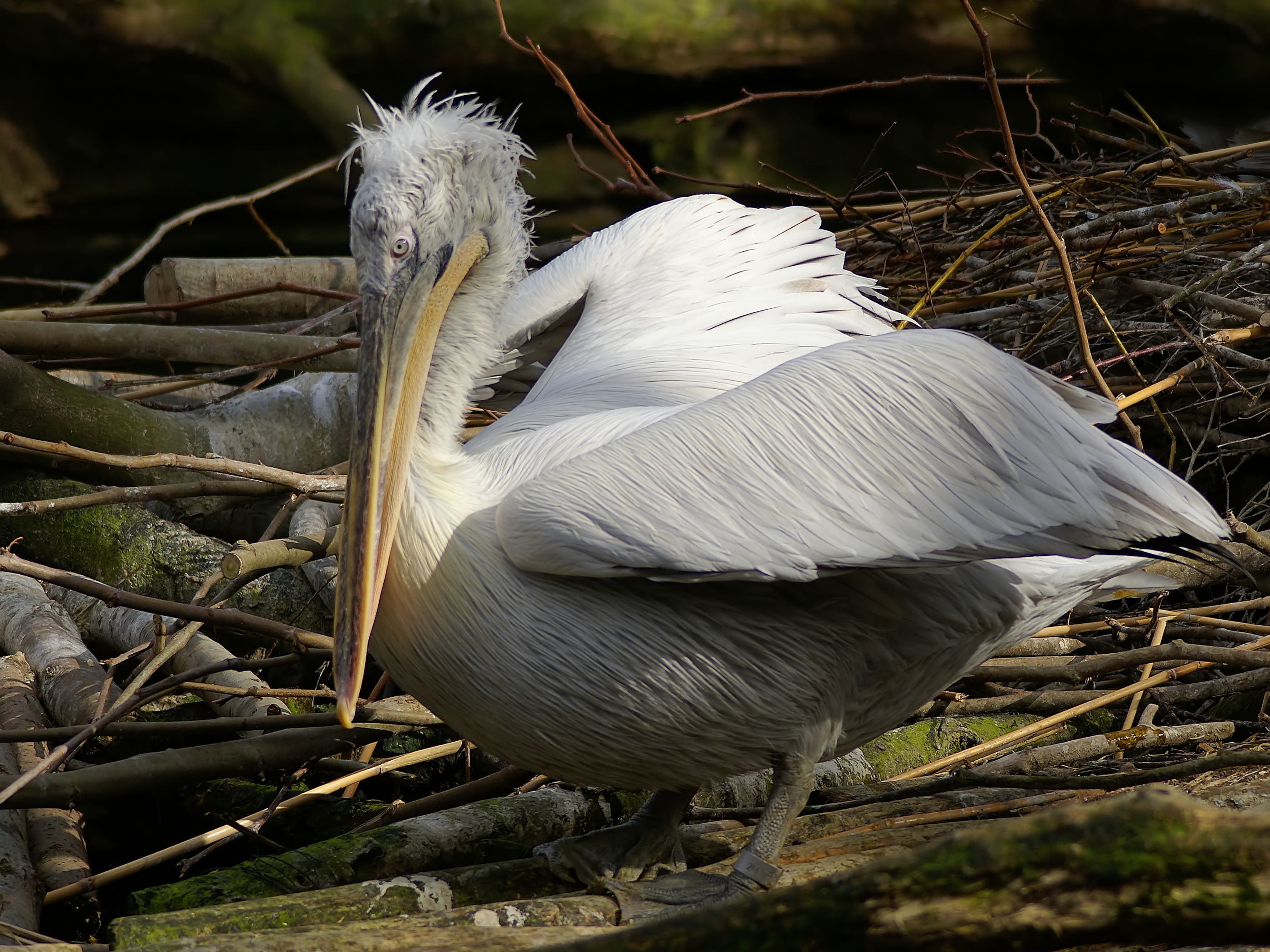
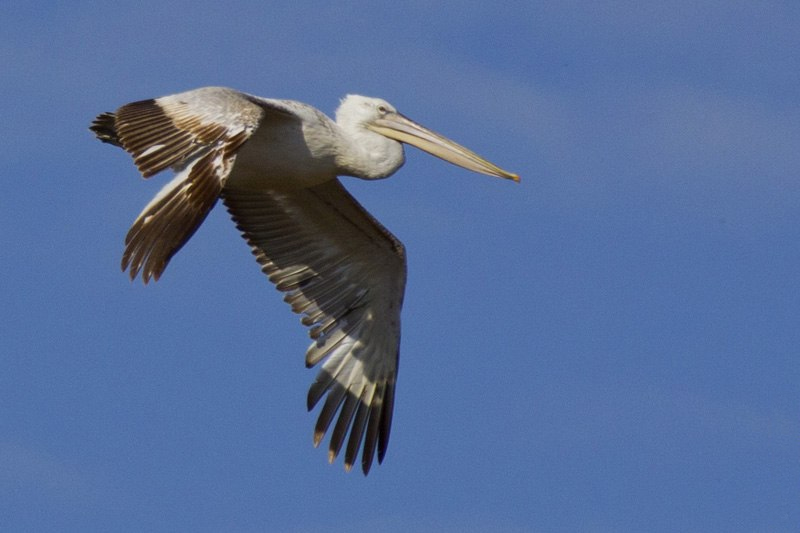
Kroekoppelikaan in vlucht
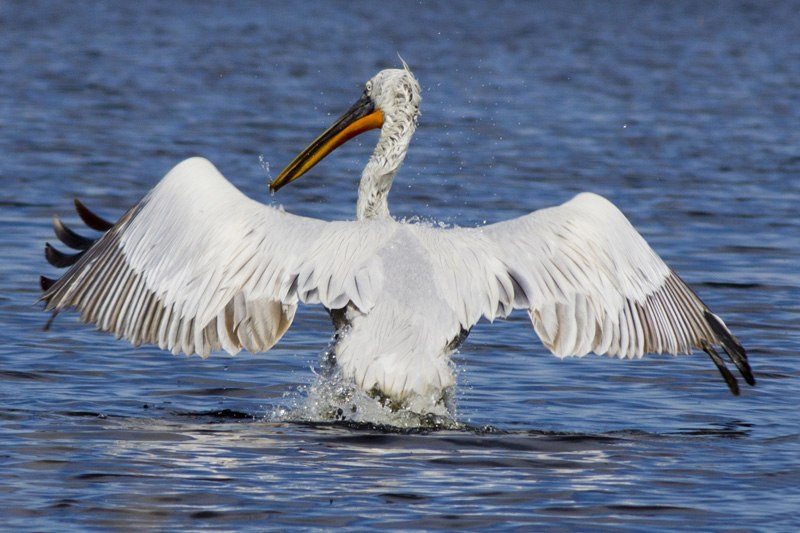
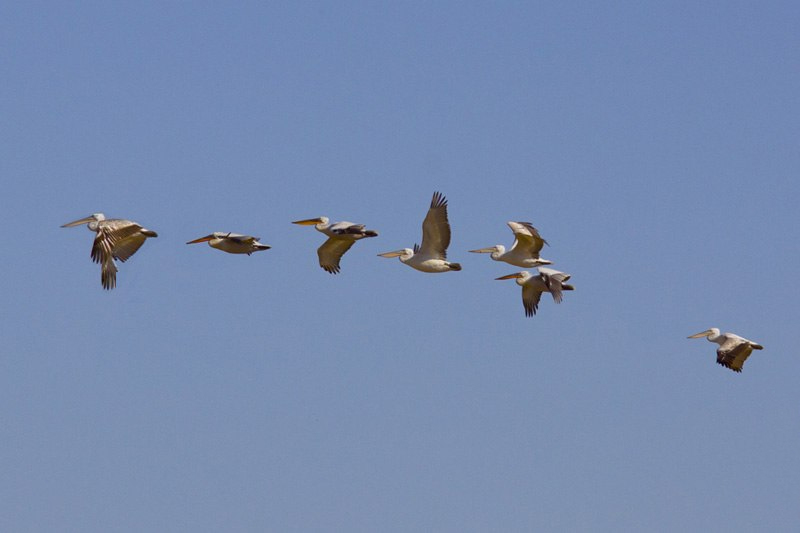
Kroekoppelikanen in vlucht
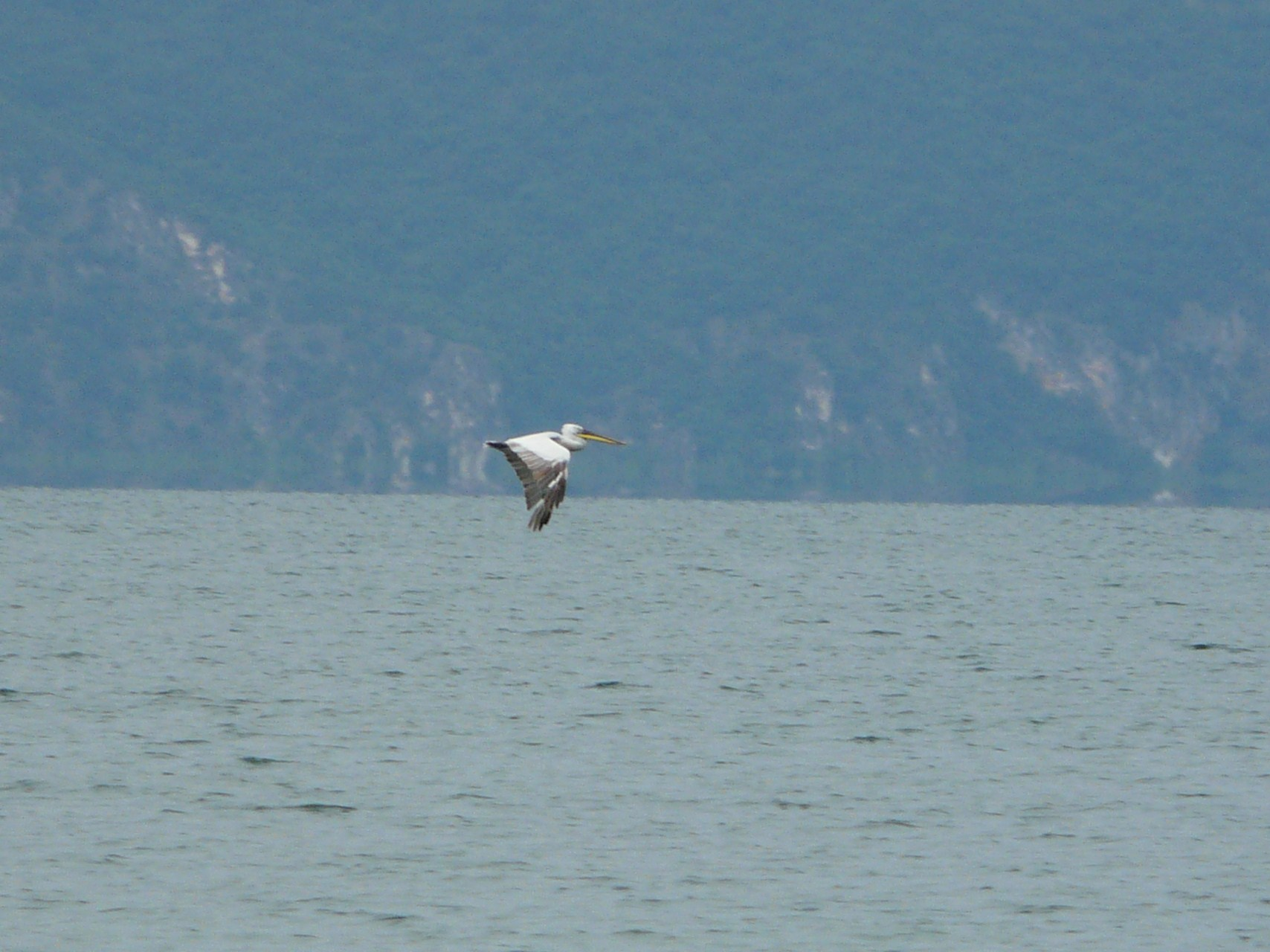
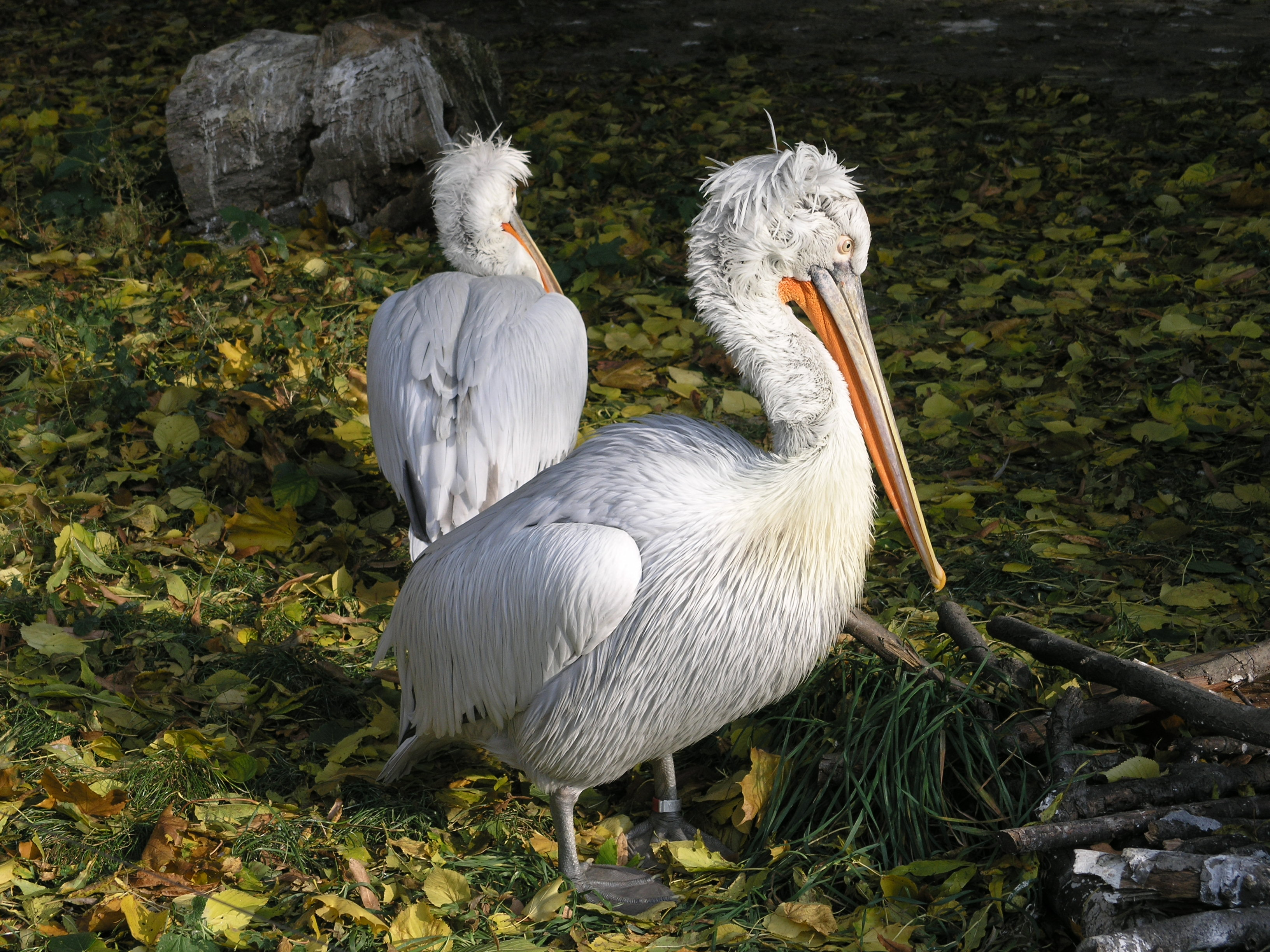
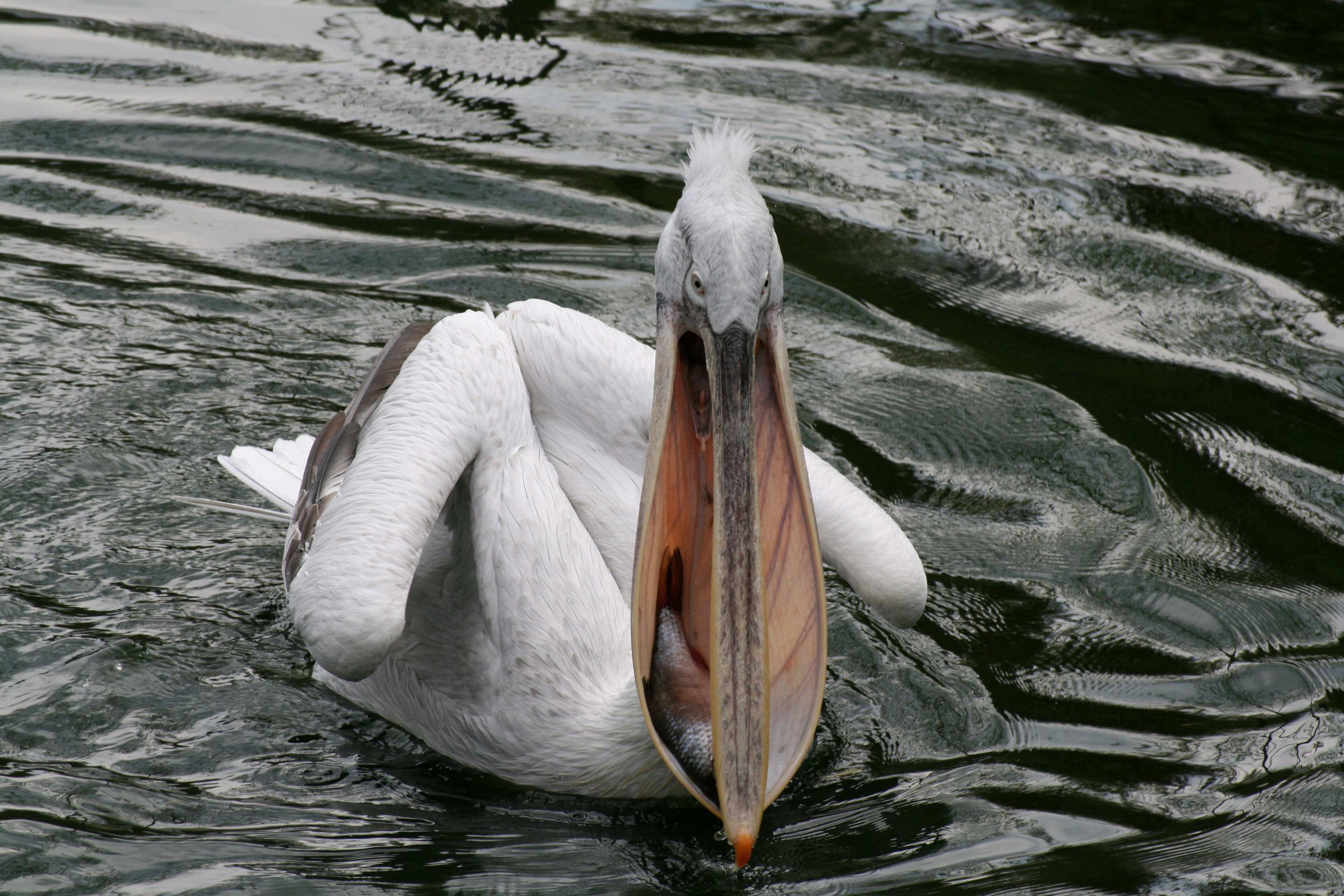